# Шарм-Ланґе
Шарм-Ланґе (перс. شرم لنگه) — село в Ірані, у дегестані Агандан, в Центральному бахші, шагрестані Ляхіджан остану Ґілян. За даними перепису 2006 року, його населення становило 55 осіб, що проживали у складі 14 сімей.

## Клімат
Середня річна температура становить 14,71°C, середня максимальна – 28,56°C, а середня мінімальна – 0,37°C. Середня річна кількість опадів – 1118 мм.
| Клімат поселення                              | Клімат поселення | Клімат поселення | Клімат поселення | Клімат поселення | Клімат поселення | Клімат поселення | Клімат поселення | Клімат поселення | Клімат поселення | Клімат поселення | Клімат поселення | Клімат поселення | Клімат поселення |
| Показник                                      | Січ.             | Лют.             | Бер.             | Квіт.            | Трав.            | Черв.            | Лип.             | Серп.            | Вер.             | Жовт.            | Лист.            | Груд.            |                  |
| Середній максимум, °C                         | 10,76            | 11,05            | 12,76            | 17,98            | 21,82            | 26,58            | 28,56            | 28,46            | 24,59            | 21,32            | 17,13            | 12,61            |                  |
| Середня температура, °C                       | 5,58             | 5,86             | 7,56             | 12,79            | 16,61            | 21,40            | 24,25            | 24,15            | 20,28            | 17,00            | 12,81            | 8,30             |                  |
| Середній мінімум, °C                          | 0,37             | 0,66             | 2,36             | 7,59             | 11,43            | 16,20            | 19,94            | 19,83            | 15,96            | 12,69            | 8,48             | 3,98             |                  |
| Норма опадів, мм                              | 105              | 89               | 86               | 47               | 46               | 33               | 32               | 57               | 126              | 200              | 163              | 134              |                  |
| Середньомісячна швидкість вітру, м/с          | 2.38             | 2.50             | 2.50             | 2.40             | 2.32             | 2.40             | 2.60             | 2.31             | 2.10             | 2.10             | 2.09             | 2.18             |                  |
| Середньомісячна сонячна радіація, кДж/м²·день | 7119             | 9154             | 11085            | 15479            | 19590            | 21398            | 22106            | 18818            | 15314            | 10854            | 8718             | 6743             |                  |
| --------------------------------------------- | ---------------- | ---------------- | ---------------- | ---------------- | ---------------- | ---------------- | ---------------- | ---------------- | ---------------- | ---------------- | ---------------- | ---------------- | ---------------- |
| Джерело:                                      |                  |                  |                  |                  |                  |                  |                  |                  |                  |                  |                  |                  |                  |